# ミハイル・バリシニコフ
ミハイル・ニコラエヴィチ・バリシニコフ　（露: Михаи́л Никола́евич Бары́шников, Mikhail Nikolaevitch Baryshnikov, 1948年1月27日 - ） はソ連出身のバレエダンサー・振付家・俳優。愛称はミーシャ。1974年に米国に亡命し、1986年に帰化した。

## 経歴
旧ソ連・ラトビア社会主義共和国のリガに生まれる。両親はともにロシア人。父親はソ連軍の将校、母親は仕立て屋であった。
9歳のときに母親の勧めでバレエを始め、その後ラトビア国立劇場附属バレエ学校の生徒となる。バレエ団の公演にも参加するようになり、16歳のレニングラード巡演の際に名門ワガノワ・バレエ学校に推薦されて入学した。ワガノワではA・プーシキンに師事し、在校中の1966年にヴァルナ国際バレエコンクールのジュニア部門で第1位を獲得。翌1967年の卒業後キーロフ劇場バレエ団に入団した。
キーロフでは初年度から『眠れる森の美女』の青い鳥、『ショピニアーナ』の青年などソロ役を踊り、身体能力、役柄の解釈、音楽性などあらゆる点で評価される。1969年、モスクワ国際バレエコンクールで金賞受賞。このコンクール用に作られた『ヴェストリス』（L・ヤコプソン振付）はのちにキーロフのレパートリーに加えられ海外でも有名になった。1971年にはN・カサトキナ振付の喜劇 『天地創造』（A・ペトロフ作曲）の初演で主役のアダムを与えられた。このように新作を振付けられてはいたものの、全体としてキーロフ・バレエ団を覆っていたのは沈鬱と停滞の空気であった。1974年のカナダ巡演の最中に失踪。米国に現れ政治亡命を申請した。
同年アメリカン・バレエ・シアター（ABT）にプリンシパルとして入団。これまでの鬱憤を晴らすかのように様々な役を踊り、中でも初めてのモダン・ダンス挑戦となったT・サープ振付の新作『プッシュ・カムズ・トゥ・ショヴ』（1976年）が注目を浴びた。振付と演出にも関わるようになり、バリシニコフ版 『くるみ割り人形』（1977年）、『ドン・キホーテ』（1978年）を作り、後者はのちに英国ロイヤル・バレエ団でも上演された。
1978年、ニューヨーク・シティ・バレエ団に移籍。振付家のG・バランシンとの創作に期待をかけていたが、高齢のバランシンの健康がすぐれなかったためほとんど実現しなかった。1980年にABTにプリンシパル兼芸術監督として復帰し、以後10年にわたってABTを率いた。時折舞台に立ちつつ芸術監督として古典の再演出に取り組んだが、その評価はまちまち。新作としてK・マクミラン振付『レクイエム』（A・L・ウェバー作曲）などを送り出したが、自ら手がけた新演出『白鳥の湖』は莫大な費用をかけた末に失敗に終わった。
1989年のABT退団後は専らポスト・モダンダンスに取り組み、1990年から2002年までホワイト・オーク・ダンス・プロジェクトの芸術監督を務めた。
女優ジェシカ・ラングとの間に娘アレクサンドラを、元バレエダンサーでジャーナリストのリサ・ラインハートとの間に一男二女をもうけている。
2022年2月にロシアによるウクライナ侵攻が行われて以来、作家のボリス・アクーニン、オレグ・ラジンスキー、経済学者のセルゲイ・グリエフと共に「真のロシア」の発起人となった。GoFundMeを介して、ウクライナ難民を支援するための募金を行っているほか、プーチン大統領からロシア文化を取り戻すため、志を同じくする芸術家・思想家のためのハブとなることを目指す活動を行っている。一方で、ロシア・ボイコットに関して、「芸術家、アスリート、科学者たちは、自分が所属するロシアについて自分で選択する必要がある。それは多くの個人的なリスクを伴い、家族や愛する人の生活や害を及ぼす可能性があるため、難しい選択」であるとして、彼らに対しての制裁を行わないよう求めている。

## 動画
- ABT 『くるみ割り人形』 第1幕・冬の松林（1977年） （YouTube・クララ役はG・カークランド）

## 映画出演
バレエのほかブロードウェイ、映画、TVにも出演している。1977年には映画『愛と喝采の日々』でオスカーにノミネートされた。ヒット作となったTVシリーズの『セックス・アンド・ザ・シティ』では、元ABT研究生のサラ・ジェシカ・パーカーが演じる主人公キャリーの恋人役で出演した。
- 1977年 愛と喝采の日々（the Turning Point）
- 1985年 ホワイトナイツ/白夜（White Nights）
- 1987年 ダンサー（Dancers）
- 1991年 ロシアン・ルーレット（Company Business）
- 2007年 アニー・リーボヴィッツ レンズの向こうの人生 （Annie Leibovitz: Life Through a Lens）
- 2014年 エージェント:ライアン （Jack Ryan: Shadow Recruit） ※クレジットなし

## 外部サイト
- Baryshnikov Art Center （公式サイト）
- ミハイル・バリシニコフ - IMDb（英語）
- アーカイブフィルム Mikhail Baryshikov - ダンシング "Pergolesi" (Pergolesi/Twyla Tharp) 〜で Jacob's Pillow.org (英語）